# Tercé
Tercé é uma comuna francesa na região administrativa da Nova Aquitânia, no departamento de Vienne. Estende-se por uma área de 23,53 km². Em 2010 a comuna tinha 1 134 habitantes (densidade: 48,2 hab./km²).